# Anna Turvey
Anna Turvey, née le 5 février 1980 à Sunderland, est une coureuse cycliste pratiquant à la fois sur la route et sur la piste, d'abord sous les couleurs britanniques puis irlandaises à partir de décembre 2015.

## Palmarès sur piste

### Championnats d'Europe
| Édition / Épreuve              | Poursuite individuelle |
| Saint-Quentin-en-Yvelines 2016 | Bronze                 |

## Palmarès sur route

### Par années
- 2016
  -  Championne d'Irlande du contre-la-montre
- 2019
  - 3e au championnat d'Irlande du contre-la-montre

### Classements mondiaux
| Année                                 | 2016 | 2017 | 2018 | 2019 |
| ------------------------------------- | ---- | ---- | ---- | ---- |
| Classement UCI                        | 510e | nc   | 225e | 347e |
|                                       |      |      |      |      |
| Légende : nc = non classéSource : UCI |      |      |      |      |